# Rome Beauty
Rome Beauty est un cultivar de pommier domestique.

## Synonymes
Rome, Red Rome.

## Description
- Épiderme : rouge
- Usage : cette variété est particulièrement utilisée comme pomme à cuire.

## Origine
Rome Beauty est née en Ohio, issue d'un semis chanceux avant 1800.

## Parenté
Rome Beauty a de nombreux descendants succédant à premier croisement avec le Malus Floribunda 821 réalisé dans le cadre de recherches d'universités américaines pour obtenir une meilleure résistance aux races communes tavelure (Prima, Priscilla, Redfree, Enterprise, Pristine, Juliet,...).

## Pollinisation
- Cultivar diploïde autofertile.
- Groupe de floraison : D

## Susceptibilités aux maladies
- Tavelure : élevée[2]
- Mildiou : élevée
- Rouille : élevée
- Feu bactérien : élevée

La variété Rome Beauty étant assez sensible aux maladies, elle doit être traitée régulièrement et donc ne convient pas bien aux petits jardins familiaux.

## Culture
- Port : type IV